# Willkommen im Süden

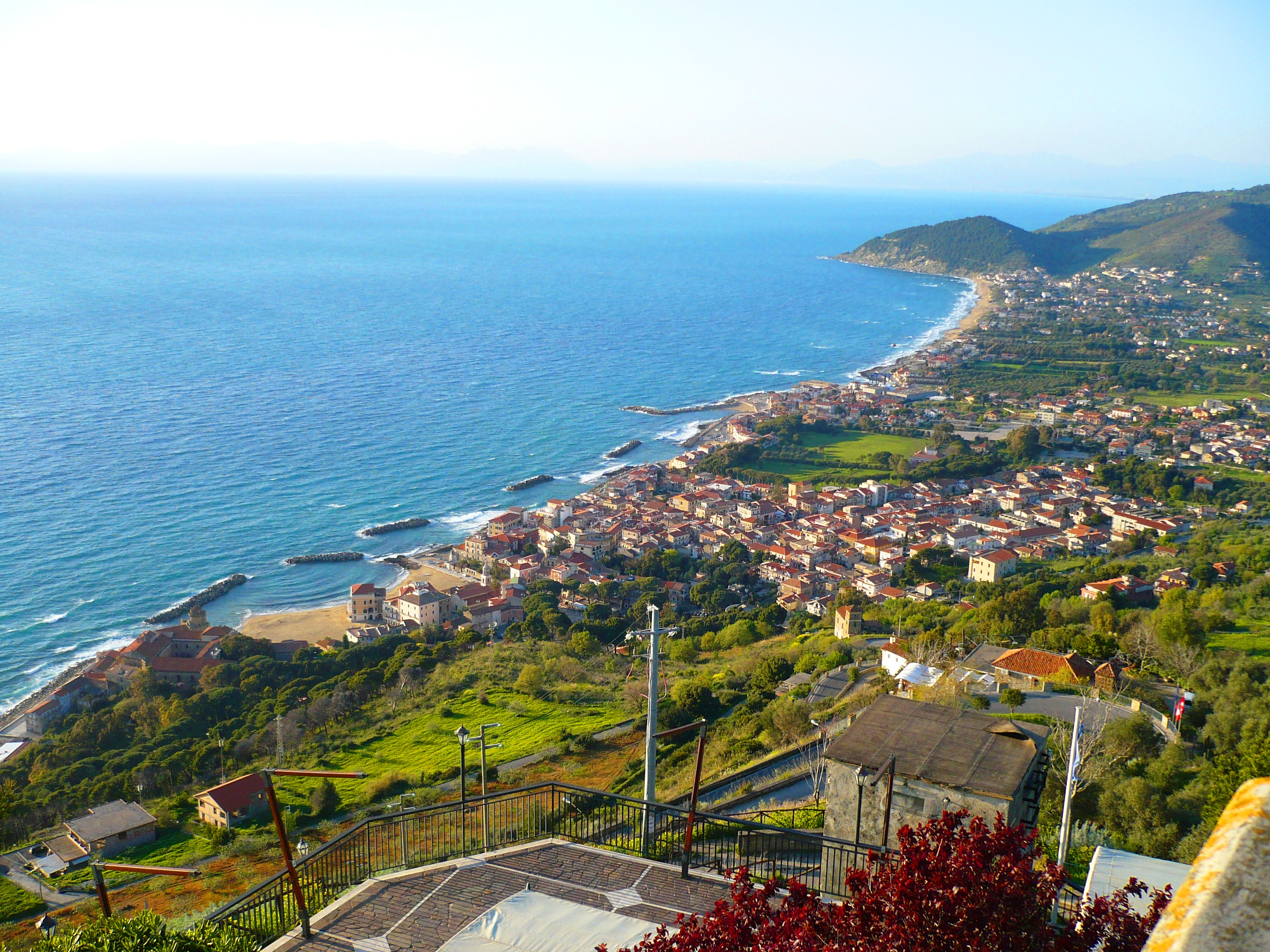
Der Ort des Geschehens: Santa Maria di Castellabate (Salerno)

Willkommen im Süden (Originaltitel: Benvenuti al Sud) ist eine italienische Filmkomödie aus dem Jahr 2010 von Luca Miniero. Es handelt sich um eine Neuverfilmung des französischen Films Willkommen bei den Sch’tis, die sich nah an das Original anlehnt. 2012 erschien die Fortsetzung Willkommen im Norden (italienisch Benvenuti al Nord).

## Handlung
Alberto Colombo arbeitet bei der Post und träumt mit seiner Frau Silvia davon, nach Mailand versetzt zu werden. Er versucht sogar, sich Vorteile zu erschleichen, indem er sich als Behinderter im Rollstuhl ausgibt, doch fliegt dies auf. Statt nach Mailand wird Alberto für zwei Jahre nach Castellabate in den italienischen Süden versetzt, um dort Leiter der örtlichen Poststelle zu werden. Die Erwartungen sind durch Klischees geprägt: die Camorra, hohe Kriminalität, Faulheit, sonderbares Essen, unverständliche Sprache.
Am neuen Ort wird Alberto vom Postangestellten Mattia empfangen und er verbringt die erste Nacht bei ihm und seiner dominierenden Mutter. Der Anfang auf der Poststelle fällt ihm nicht leicht. Er bezieht die Dienstwohnung, für die die neuen Kollegen einige Möbelstücke zusammengetragen haben. Mattia ist in seine Kollegin Maria verliebt, doch wegen seiner strengen Mutter fehlt ihm der Mut, sich ernsthaft um Maria zu bemühen. Mit der Zeit gewöhnt sich Alberto an die neue Umgebung und freundet sich mit seinen Kollegen an. Seiner im Norden gebliebenen Frau erzählt er aber, wie schrecklich alles im Süden sei, weil sie dies hören möchte. Als sie ihn besuchen kommt, inszenieren seine Kollegen und die Dorfbewohner einen Empfang unterhalb des Dorfes mit Maschinengewehren, rumliegendem Müll, bettelnden Kindern, um ihre Erwartungen zu erfüllen.
Als diese Lügengeschichte auffliegt, will sich Silvia von ihm trennen. Alberto und Mattia vereinbaren, dass sie ihre jeweiligen Probleme klären, Mattia mit seiner Mutter und Maria, Alberto mit seiner Frau. Bei einem abendlichen Tanzfest, bei dem Mattia seiner Kollegin Maria einen Heiratsantrag macht und das vorgesehene Feuerwerk unkontrolliert in die Luft geht, löst sich alles in Wohlgefallen auf.
Als Alberto nach zwei Jahren in den Norden versetzt wird, gibt es einen tränenreichen Abschied.

## Kritik
Die Kritiken zum Film waren gemischt. Der Film wurde meistens als langweiliges Remake bezeichnet.

„Bienvenue chez les Ch’tis" ‚Benvenuti al Sud‘! Abgesehen vom Titel und der Fahrtrichtung ändert sich beim Remake von Dany Boons Culture-Clash-Komödien-Hit ‚Willkommen bei den Sch’tis‘ aus dem Jahr 2008 wenig. Mit der Geschichte übernommen wurde die Crux des Originals: Auch das Remake flüchtet sich in künstliches Kauderwelsch. Die synchronisierten Fassungen verlieren dabei ebenso an Wortwitz, als würde man Franzosen oder Italienern einen nach Sachsen wegbeförderten Hamburger übersetzen wollen. Ein possierlich aufgezogenes Spiel mit dem überall vorherrschenden Klischee ist wiederum Bürge, dass die Variante des bereits an einer originären Fortsetzung arbeitenden Regisseurs Luca Miniero dennoch wunderbar liebenswert zu unterhalten versteht.“

„Man möchte diesen Film mögen. Letztlich bleibt ‚Willkommen im Süden‘ aber eben nur die italienische Variante von ‚Willkommen bei den Sch’tis‘. Der Film büßt im direkten Vergleich an Charme und Witz merklich ein und verpasst, das Herz des Zuschauers mit einer individuellen Note und einer Prise Unvorhersehbarkeit für sich zu gewinnen.“

„Willkommen im Süden ist das italienische Remake der französischen Erfolgskomödie – und in allen Belangen schlechter als das Original. Während viele Szenen fast eins zu eins kopiert wurden, versprühen die Darsteller nicht annähernd den skurrilen Charme ihrer Vorbilder. …einer der überflüssigsten Filme des Jahres.“